# Millsboro
Millsboro é uma vila localizada no estado americano de Delaware, no condado de Sussex.

## Geografia
De acordo com o United States Census Bureau, a vila tem uma área de 10,2 km², onde 9,6 km² estão cobertos por terra e 0,6 km² por água.

### Localidades na vizinhança
O diagrama seguinte representa as localidades num raio de 16 km ao redor de Millsboro.

## Demografia
Segundo o censo nacional de 2010, a sua população é de 3 877 habitantes e sua densidade populacional é de 403,5 hab/km². Possui 1 878 residências, que resulta em uma densidade de 195,4 residências/km².